# Lesotho Congress for Democracy

Logo des LCD

Der Lesotho Congress for Democracy (LCD, Sesotho Lekhotla la puso ea sechaba ka sechaba; deutsch etwa: „Lesotho-Kongress für Demokratie“) ist eine politische Partei in Lesotho. Sie wurde 1997 gegründet und regierte 1998 bis 2012 mit der absoluten Mehrheit der Mandate.

## Geschichte
1997 spaltete sich der LCD mit dem damaligen Premierminister Ntsu Mokhehle von der regierenden Basutoland Congress Party ab. Am 29. Mai 1998 fanden turnusmäßige Parlamentswahlen statt, bei denen die LCD 60,7 % der Stimmen und 79 von 80 Sitzen erhielt. Mokhehle legte sein Amt 1998 nieder und starb im Januar 1999. Sein Nachfolger als Parteivorsitzender und Premierminister wurde Bethuel Pakalitha Mosisili. Da die Oppositionsparteien das Wahlergebnis nicht anerkannten, kam es zu Unruhen, die erst durch das Eingreifen südafrikanischer und botswanischer Truppen und der teilweisen Einführung des Verhältniswahlrechts beendet werden konnten. Im Oktober 2001 spalteten sich einige führende Mitglieder ab und gründeten den Lesotho People’s Congress. Bei den Parlamentswahlen am 25. Mai 2002 erhielt der LCD 54,8 % der Stimmen und 79 der nunmehr 120 Sitze. Im Oktober 2006 verließ Minister Tom Thabane mit 17 weiteren Abgeordneten die Partei, um die All Basotho Convention (ABC) zu gründen. Bei den Wahlen am 17. Februar 2007 gewann der LCD 62 von 120 Sitzen und stellte weiterhin die Regierung. 
Ab 2010 gab es Machtkämpfe innerhalb des LCD. Gegenspieler von Mosisili war der Generalsekretär und Minister für Kommunikation Mothetjoa Metsing. Nach einer verlorenen internen Abstimmung vollzog Mosisili im Vorfeld der anstehenden Wahlen 2012 die Abspaltung vom LCD und die Gründung einer neuen Partei mit dem Namen Democratic Congress (DC), auch Ntsu Democratic Congress (NDC), benannt nach Ntsu Mokhehle. Bei den Wahlen 2012 erhielt die LCD unter Metsing 26 Sitze und wurde nurmehr drittstärkste Partei. Ihre Hochburg war Metsings Heimat, der Leribe-Distrikt, wo sie die meisten Wahlkreise gewann. Am 8. Juni 2012 wurde der ABC-Vorsitzende Tom Thabane als Premierminister einer Koalitionsregierung vereidigt, die von ABC, LCD und Basotho National Party (BNP) gebildet wird. Wegen mangelnder Absprachen innerhalb der Koalition drohte Metsing mehrfach mit einem Zusammengehen mit dem DC und einem Misstrauensvotum gegen Thabane, so dass dieser im Juni das Parlament suspendierte. Der LCD versuchte daraufhin zusammen mit der Lesotho Defence Force, die Regierung zu stürzen. Nach Verhandlungen einigte man sich auf vorgezogene Neuwahlen im Februar 2015. 
Bei den Wahlen 2015 erhielt der LCD unter Metsing nur noch zwölf Sitze, darunter zwei Direktmandate. Fortan gehörte er einer Koalition unter Führung des DC an. Ende 2016 standen sich zwei Flügel gegenüber: die Ma-Egepeta („Ägypter“) Metsings und die Ma-Israele („Israeliten“) des Generalsekretärs Selibe Mochoboroane, der am Jahresende die Partei verlassen musste. Er gründete darauf die Partei Movement for Economic Change (MEC). Bei den Wahlen 2017 erhielt der LCD elf Sitze; Metsing konnte als einziger LCD-Parlamentarier sein Direktmandat verteidigen. Seither gehört der LCD zur Opposition. Im Dezember 2019 beschloss der LCD, das im Vorfeld der Wahl 2017 geschlossene Bündnis mit DC und Popular Front for Democracy aufzulösen.
Metsing wurde im Februar 2020 im Zusammenhang mit dem Putschversuch 2014 neben anderen Akteuren wegen Hochverrats angeklagt.

## Programm und Struktur
Das Motto des LCD lautet ′Nete, Toka, Khotso (Wahrheit, Gerechtigkeit, Frieden). Die Partei wird von einem Vorstand geführt (National Executive Committee bzw. komiti e kholo, wörtlich „Großes Komitee“). Der LCD gibt die Wochenzeitung Mololi (deutsch: „Der Pfiff“) heraus.